# あんみ通
あんみ通（あんみつ）は、女性津軽三味線ユニットである。1999年結成。
安仲のダイナミックかつ流麗なリードと、万葉の光のごとく明るい金田一の唄。
テーマは古典から民謡、各地の伝統的なサウンドをミックスし、津軽三味線をベースに、ポップ感溢れるオリジナルサウンドを紡ぎ出している。

## メンバー
- 安仲 由佳（annaka yuka　　三味線）東京都出身　射手座
- 金田一 公美（kindaichi kumi 　うた・三味線）東京都出身　双子座

## 略歴
- 1999年
  - 3月　「いとを菓子楽団 あんみ通」として結成。
  - 以降、国内外を問わずでライヴ・ツアーを精力的に行う。
- 2000年
  - 6月　タイでライヴを行う。
- 2001年
  - 4月　ミャンマー公演。
- 2002年
  - 1月　イギリス　ロンドンにて　"The power spirit and beauty of japanese music"　に参加。
  - 9月　日中国交正常化30周年・国際交流基金30周年記念の一環として、日本古典音楽使節団として中国公演に参加。

## 作品
- 『ANMITSU/あんみ通』（2002年2月発売　ANJONGレーベル）
- 『あんみ通ソノ弐』（2005年1月発売　ANJONGレーベル）